# Menno van Meeteren Brouwer

Menno van Meeteren Brouwer in 1918

Menno Simon Jacobus van Meeteren Brouwer (Zwolle, 11 oktober 1882 – Rijswijk, 11 juli 1974) was een Nederlands kunstschilder, boekbandontwerper, tekenaar en illustrator.
Hij werkte tot 1910 in Den Haag, van 1910 tot 1922 werkte hij in Medan, Indonesië, in Parijs van 1922 tot 1923, daarna in 1924 in Wijk aan Zee en vanaf 1924 in Rijswijk ZH.
Van 1904 tot 1907 had hij een opleiding aan de School voor Kunstnijverheid in Haarlem en de Rijksakademie van beeldende kunsten in Amsterdam en was daar een leerling van August Allebé. 
Hij maakte kinderboekillustraties, schoolplaten, schoolboekillustraties, portretten, landschappen en talrijke tekeningen van het Indische leven. In het boek Bij de les van Hella Haasse staan 9 afbeeldingen van schoolplaten over Indische onderwerpen. Hij was ook boekbandontwerper.